# جوك كاي
جوك كاي (بالإنجليزية: Jock Kay) هو سياسي زيمبابوي، ولد في 1921. حزبياً، نشط في الاتحاد الوطني الأفريقي الزيمبابوي - الجبهة الوطنية. وقد انتخب عضو مجلس نواب زيمبابوي.